# Доблесть (Макиавелли)

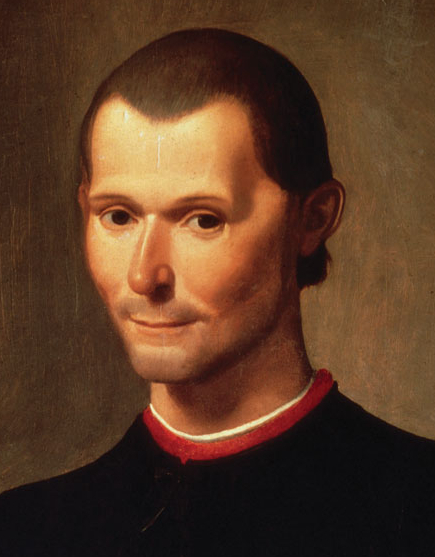
Макиавелли в мантии флорентийского чиновника

Вирту (Virtù) — это концепция Никколо Макиавелли, согласно которой народ или его лидер обладают особым боевым духом и способностями. В более широком значении, термин означает большой набор характеристик, необходимых для поддержания существования государства и «достижения великих дел».
Во вторичном развитии это же слово стало обозначать предмет искусства.

## Классическое и средневековое происхождение
Virtù, итальянское слово, означающее «добродетель» или «силу», происходит от латинского virtus (букв. «мужественность»). Он описывает качества, желательные для мужчины, в отличие от vizio (порок). В итальянском языке термин virtù исторически связан с греческим понятием arete, латинским virtus и средневековыми католическими добродетелями, например, Семью добродетелями . Таким образом, использование этого термина Макиавелли связано с концепцией этики добродетели .
Аристотель рано поднял вопрос, «должны ли мы считать добродетель хорошего человека и добродетель добропорядочного гражданина одной и той же добродетелью»; Фома Аквинский подчеркивал, что иногда «кто-то является хорошим гражданином, у которого нет качеств […] хорошего человека».
Макиавелли предлагает иной набор добродетелей, нежели Аристотель и Фома Аквинский, уделяя меньший акцент на благодеянии и согласии с большим упором на мужество. Согласно Макиавелли, добродетель включает в себя гордость, храбрость, мастерство, силу и определенную безжалостность в сочетании с готовностью творить зло, когда это необходимо.
Понятие virtu и для античных авторов и Макиавелли неразрывно связано с Богиней Фортуны (fortuna). Фортуна восхищается virtu — качеством, которое является самой первой и главной характеристикой подлинного мужа. Однако гуманисты Рима никогда не почитали Фортуну злой и неумолимой силой. Наоборот, они считали ее богиней доброй, bona dea, возможным союзником, чье внимание стремятся привлечь. Вот что пишет Макиавелли на эту тему:
Итак, в заключение скажу, что фортуна непостоянна, а человек упорствует в своем образе действий, поэтому, пока между ними согласие, человек пребывает в благополучии, когда же наступает разлад, благополучию его приходит конец. И все-таки я полагаю, что натиск лучше, чем осторожность, ибо фортуна – женщина, и кто хочет с ней сладить, должен хорошенько колотить ее – таким она поддается скорее, чем тем, кто холодно берется за дело, обращаются с ней надо грубо и без церемоний. Поэтому она, как женщина, – подруга молодых, ибо они не так осмотрительны, более отважны и с большей дерзостью ее укрощают.
Как и мыслители Рима, Макиавелли отметает обвинение в том, что сильные мира сего в первую очередь ищут только богатства. Самой благородной целью для «прозорливого талантливого государя» должна стать организация государственного правления, способная принести ему честь и славу. Для избранных в первый раз, по мнению Макиавелли, существует возможность снискать «двойную славу» — у них появляется шанс не только быть избранным на правление, но и укрепить его «справедливыми законами, надежными союзниками и наглядными действиями». Достижение мировой славы и почета для Макиавелли есть высшая цель, ничуть не менее, чем для Ливия и Цицерона.
долг каждого гражданина — осознавать, что нет поступков справедливых или несправедливых, милосердных или жестоких, достойных похвалы или постыдных; вместо этого, откинув всякие сомнения, необходимо следовать абсолютно любому плану действий во имя спасения государства и сохранения его свободы
Качество virtu одинаково и для правителей и для граждан: и те и другие «должны быть готовы преследовать не личное благо, а общую пользу, заботиться не о собственном роде, но об отчизне».

## Флорентийские гуманисты о вирту
Флорентийские республиканцы на рубеже XV-XVI веков, такие как Франческо Гвиччардини, заново открыли классическую концепцию добродетели активного гражданина и искали в ней ответ на проблемы сохранения независимости города-государства, которым являлась Флоренция.
Макиавелли расширил изучение классической добродетели в смысле мастерства, доблести и лидерства, чтобы отнести это понятие также и для отдельного князя или военачальника.
Virtù для Макиавелли не был эквивалентом моральной добродетели, а был ближе к понятию национальных интересов. Действительно, то, что было хорошо для князя, может противоречить тому, что хорошо нравственно как в классическом, так и в христианском смысле.

### Влияние
И позитивная макиавеллистская идеализация добродетелей древнеримского республиканизма, и негативный образ virtù как реальной политики вошло в европейское сознание в последующие столетия.

## Художественная ценность
Вторичным английским значением, разработанным в 18 веке, было любопытство или предмет искусства — как нечто ценное само по себе. Таким образом, Гораций Уолпол мог ссылаться на «мои книги, мою добродетель (virtus) и другие мои безумия».